# 核糖核酸酶P

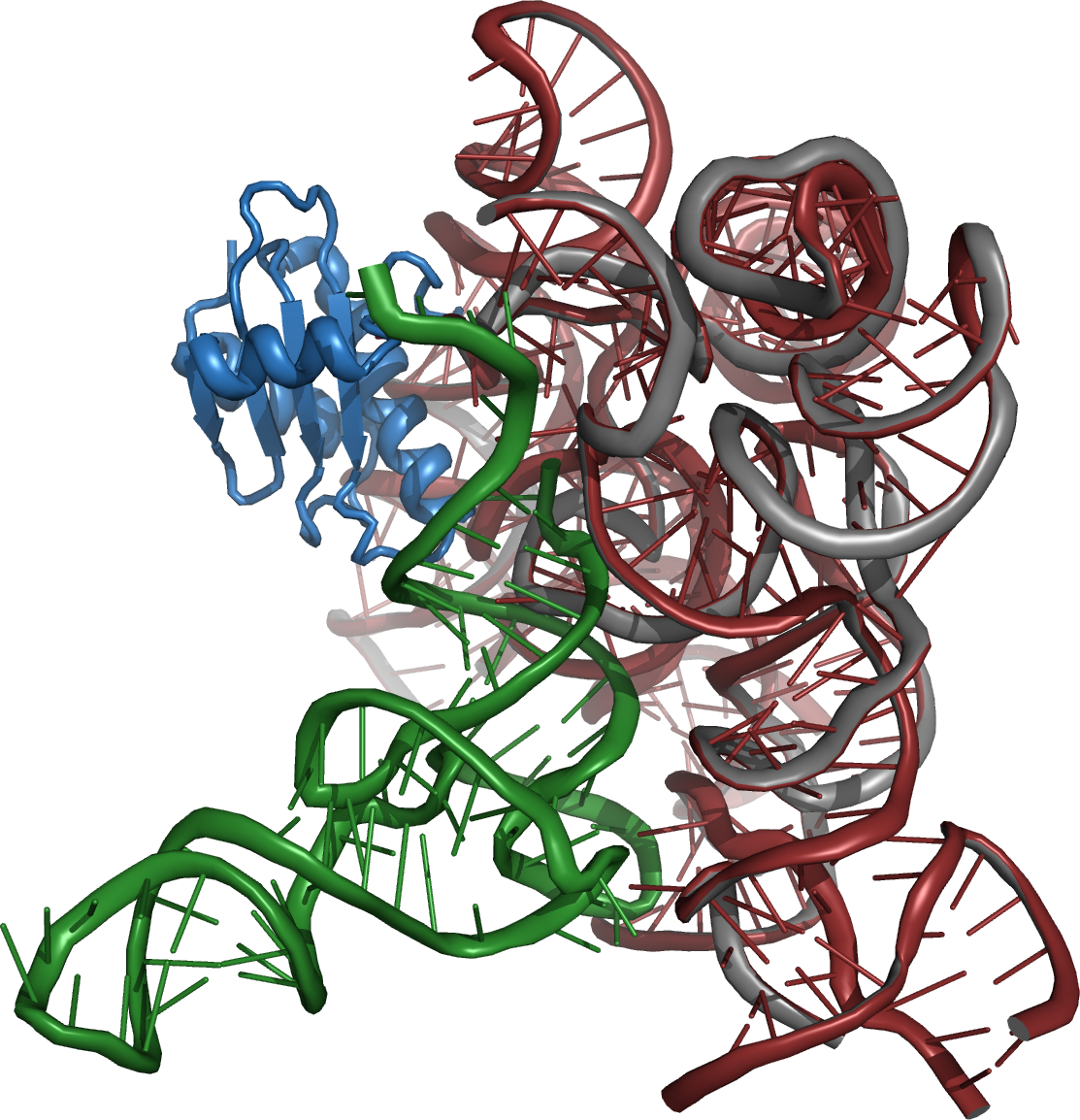
核糖核酸酶P结合底物tRNA（绿色）的晶体结构。

核糖核酸酶P（Ribonuclease P，简写为RNase P）是一种核糖核酸酶。核糖核酸酶P也是一种核酶，即由一个RNA分子发挥催化活性，它是第一个被发现的蛋白质以外具有催化活性的生物大分子。它的功能是剪切tRNA分子中RNA上多余的或前体的多余序列。它的发现者悉尼·奥尔特曼在1970年代在研究前体tRNA中发现它可以剪切RNA的5'端，悉尼·奥尔特曼也因此获得了1989年度的诺贝尔化学奖。近期的研究发现核糖核酸酶P也具有一些新的功能，例如人类细胞核中的核糖核酸酶P对于正常并有效地转录多种非編碼RNA（包括tRNA、5S rRNA、SRP RNA和U6 snRNA）的基因是必要的，这些基因是由RNA聚合酶III（人类细胞中三类主要的RNA聚合酶之一）来进行转录。

## 细菌中
在细菌中，如大肠杆菌，核糖核酸酶P具有两个组分：一条RNA链（称为M1-RNA）和一个蛋白质（称为C5蛋白）。在细胞内，这两个组分对于功能的发挥都是必要的；但在体外（in vitro），M1-RNA可以独自发挥催化的功能。C5蛋白的作用主要是增强底物结合的亲和力，而活性位点金属离子结合亲和力的提高很可能能够加强M1-RNA的催化速率。细菌核糖核酸酶P的晶体结构显示它具有一个由共轴堆积的螺旋结构域构成的平整表面，这样一个平的表面有助于底物前体tRNA分子的结合和剪切。

## 古菌中
在古菌中，核糖核酸酶P含有4-5个结合RNA的蛋白质亚基。体外重构实验显示，这些亚基中的每一个都通过核糖核酸酶P中的RNA组分参与对于tRNA的处理。古菌核糖核酸酶P中的蛋白质亚基结构已经通过X射线晶体学和NMR被解析，进一步揭示了这些亚基结构与功能的关系。

## 真核生物中
在真核生物中，如人类和酵母，核糖核酸酶P的RNA链与细菌中所发现的在结构上相似，并含有9-10个与RNA链结合的蛋白质亚基，其中5个亚基与古菌核糖核酸酶P中的5个亚基具有同源性。这些亚基同时也是核糖核酸酶MRP（RNase MRP，一种催化性核糖核蛋白，参与细胞核中核糖体RNA的剪切）的组成亚基。真核生物的核糖核酸酶P中的RNA组分直到最近才被证明是核酶；其蛋白质亚基自身对于底物tRNA的剪切只具有次要作用，这些亚基可能是在核糖核酸酶P和核糖核酸酶MRP的其他功能（如基因转录和细胞周期）中发挥主要作用。